# Noiștat
Noiștat – wieś w Rumunii, w okręgu Sybin, w gminie Iacobeni. W 2011 roku liczyła 486 mieszkańców.